# کاشی هفت‌رنگ
کاشی هفت‌رنگ نوع کاشی است که اکثرأ در مساجد، عبادت گاه‌ها و مقبره‌ها همچنان منازل شخصی بکار می‌رود که از شهرت بسیار خوبی برخوردار است. این نوع کاشی از کاشی‌های خشت یعنی چهار گوش نشأت گرفته و معمولاً از قطعاتی به ابعاد ۱۵×۱۵ و۲۰×۲۰و برای مناره و گنبد ۱۵×۷٫۵ یا ۲۰×۱۰ سانتیمتر به رنگ سفید تهیه شده، در کنار هم چیده شده و با طرح یا خط تهیه شده، روی کاغذ سمبه شده، با گرده زغال بر روی کاشی کپی می‌شود و به وسیله اکسید منگنز، قلم‌گیری می‌شود و بعد با رنگ‌های مختلف امّا حرارت پایین‌تر از رنگ اول کاشی رنگ آمیزی می‌گردد و دوباره به کوره رفته و آماده نصب می‌شود.

## تاریخچه ساخت کاشی هفت رنگ (نقاشی کاشی کاری)
کاربرد کاشی هفت رنگ از اواخر دوره تیموری در معماری ایرانی اسلامی معمول گردید و در دوره قاجار نیز همچنان متداول بود. ولی متأسفانه در دوره متأخر این شیوه تزئین از نظر ساخت، رنگ و لعاب به استثنای چند مورد نادر، سیر نزولی پیموده است بسیاری از کاشی‌های هفت رنگ در هند، بنگال، عراق و سوریه منشأ ایرانی دارند.

### کاشی هفت رنگ دوره قاجار
در عصر سلطنت قاجارها پیوند میان معماری و کاشی هفت رنگ به‌طور فزاینده ای افزایش یافت. و به عنوان عنصر اصلی تزئینات در مساجد و مدارس و ساختمان‌های غیر مذهبی مثل کاخ‌ها، عمارت‌ها، بازارها و غیره رخ نمایی کرد. اهمیت معماری دوره قاجار را شروع همنشینی و گاهی تقابل مدرنیته و سنت گرایی هنرمندان در جامعه معماری ایران دانست. دوره ای که تحولات بنیادی در زندگی مردم از جهات مختلف در هنر و معماری شکل گرفت.

### کاشی هفت رنگ صفوی
معمار ی و کاشی هفت رنگ صفوی سبک‌های هنری پیشین، که در عصر مغولی از خاور دور (خصوصا چین) گرفته شده بود را متحول کرد و ذوق و هنر ایرانی را با تجربه قبل در هم آمیخت و هنر کاشی هفت رنگ را به ایرانی‌ترین حالت خود درآورد.
دوره ای که کاشی هفت رنگ حرف اول را در تزئین ابنیه می‌زد. از دلایل اصلی آن هم گسترش معماری، و وضعیت خوب اقتصادی دوره شاه عباس اول است.
هفت رنگ متداول و رایج در ساخت این نوع کاشی عبارتند از سیاه، سفید، لاجوردی، فیروزه‌ای، قرمز، زرد و حنایی که در آبدات تاریخی و اماکن متبرکه از این نوع کاشی‌ها زیاد استفاده شده است.
از این نوع کاشی مسجد جامع عباسی اصفهان و در کاخ گلستان تهران، مسجد وکیل شیراز، مجموعه ابراهیم خان کرمان و مسجد نصیرالملک شیراز به کار برده شده است.